# Roa (île)
Pour les articles homonymes, voir Roa.
L'île Roa est une île anglaise qui se trouve environ à 1 km au sud du village de Rampside (en), à l'extrémité sud de la péninsule de Furness (en), dans le comté de Cumbria. Elle est l'une des Îles de Furness. Sa superficie est de 3 ha.

## Source de la traduction
- (en) Cet article est partiellement ou en totalité issu de l’article de Wikipédia en anglais intitulé « Roa Island » (voir la liste des auteurs).